# Boy Seijkens
Boy Seijkens (Venlo, 9 november 1981) is een voormalig Nederlands profvoetballer die tussen 1998 en 2003 onder contract stond bij VVV en TOP Oss. Hij speelde bij voorkeur als middenvelder.
Seijkens doorliep de jeugdopleiding van VVV en gold als een groot talent. Hij werd diverse malen geselecteerd voor nationale jeugdelftallen. Een definitieve doorbraak bleef echter uit. Na een conflict met toenmalig VVV-trainer Wim Dusseldorp werd zijn contract met de Venlose eerstedivisionist in 2002 voortijdig ontbonden. Seijkens verkaste naar TOP Oss, waar hij nog een jaar betaald voetbal speelde. Vervolgens kwam de middenvelder nog uit voor een aantal amateurclubs.

## Statistieken
| Seizoen | Club    | Land      | Competitie     | Wed. | Goals |
| ------- | ------- | --------- | -------------- | ---- | ----- |
| 1998/99 | VVV     | Nederland | Eerste divisie | 0    | 0     |
| 1999/00 | VVV     | Nederland | Eerste divisie | 6    | 0     |
| 2000/01 | VVV     | Nederland | Eerste divisie | 13   | 0     |
| 2001/02 | VVV     | Nederland | Eerste divisie | 26   | 1     |
| 2002/03 | TOP Oss | Nederland | Eerste divisie | 13   | 0     |
| Totaal  | Totaal  | Totaal    | Totaal         | 58   | 1     |